# La Grande Combine
Pour plus de détails, voir Fiche technique et Distribution.
La Grande Combine (titre original : The Fortune Cookie) est un film américain réalisé par  Billy Wilder sorti en 1966, avec Jack Lemmon et Walter Matthau.

## Synopsis
Harry Hinkle (Jack Lemmon) est un homme chanceux ! Alors qu'il est accidentellement renversé par un demi de mêlée de 100 kilos, Harry ne souffre que de légères contusions. Jusqu'à ce que Whiplash Willie (Walter Matthau), un avocat véreux et beau-frère de Harry, entre dans la danse. Si Harry suit les recommandations de Willie (feindre une blessure handicapante), les deux hommes pourront se partager un million de dollars versé par les assurances. Est-ce que le sens de l'arnaque de Willie pourra avoir raison du message de mauvais augure trouvé par Harry dans un cookie : « Tu ne peux abuser les gens tout le temps » ?

## Fiche technique
- Titre français : La Grande Combine
- Titre original : The Fortune Cookie
- Réalisation : Billy Wilder
- Production : I. A. L. Diamond, Doane Harrison et Billy Wilder pour Mirisch Company
- Scénario : I. A. L. Diamond et Billy Wilder
- Image : Joseph LaShelle
- Musique : André Previn
- Son : Mono
- Couleur : Noir et Blanc
- Montage : Daniel Mandell
- Pays :  États-Unis
- Société de production : United Artists
- Durée : 125 minutes
- Genre : Comédie noire
- Langue de la V.O. : anglais
- Dates de sortie :
  - États-Unis : 19 octobre 1966
  - France : 31 mai 1967
- Sortie en France en DVD chez l'éditeur MGM le 7 novembre 2001 + Re Sortie en DVD et BLU-RAY chez l"éditeur Rimini Editions le 23 octobre 2018
- Affiche : Boris Grinsson (France)

## Distribution
- Jack Lemmon  (VF : Roger Carel)  : Harry Hinkle
- Walter Matthau  (VF : André Valmy)  : Willie Gingrich
- Ron Rich (en) (VF : Bachir Touré) : Luther 'Boom Boom' Jackson
- Judi West  (VF : Michelle Bardollet)  : Sandy Hinkle
- Cliff Osmond (en) (VF : Jean Daurand) : Purkey
- Lurene Tuttle : Mère Hinkle
- Harry Holcombe (VF : Émile Duard) : O'Brien
- Les Tremayne (VF : Georges Hubert) : Thompson
- Lauren Gilbert : Kincaid
- Marge Redmond  (VF : Paule Emanuele)  : Charlotte Gingrich
- Noam Pitlik (en) (VF : Roger Rudel) : Max
- Harry Davis (VF : Serge Nadaud) : Dr. Krugman
- Ann Shoemaker (VF : Lita Recio) : Sœur Veronica
- Maryesther Denver : Infirmière Face-de-Furet
- Ned Glass : Doc Schindler
- Sig Ruman (VF : Duncan Elliott) : Professeur Winterhalter
- Archie Moore : Mr. Jackson
- Howard McNear (en) (VF : Paul Villé) : Mr. Cimoli
- Don Reed (VF : Roland Ménard) : le journaliste TV
- Herbie Faye (VF : Jacques Marin) : Maury
- Bartlett Robinson : le premier spécialiste

## Chapitrage
Le film est divisé en 16 chapitres séparés par des intertitres. 
- 01. L'Accident (The Accident)
- 02. Le Beau-frère (The Brother-in-law)
- 03. L'Imposture (The Caper)
- 04. Les Aigles (The Legal Eagles)
- 05. Le Repas Chinois (The Chinese Lunch)
- 06. Le Nid de Serpent (The Snake Pit)
- 07. Le Plan Gemini (The Gemini Plan)
- 08. La Torche (The Torch)
- 09. Le Bocal à Poisson Rouge (The Goldfish Bowl)
- 10. Le Retour de la Fée Clochette (The Return of Tinker Bell)
- 11. La Plus Longue Nuit (The Longest Night)
- 12. L'Autre Blonde (The Other Blonde)
- 13. Les Âmes Charitables (The Indian Givers)
- 14. Le Goût de l'Argent (The Taste of Money)
- 15. La Meilleure Souricière (The Better Mousetrap)
- 16. Le Résultat Final (The Final Score)

## Récompenses et distinctions
- Oscar du meilleur acteur dans un second rôle pour Walter Matthau
- Laurel d'Or du meilleur second rôle masculin pour Walter Matthau